# Poets' Corner

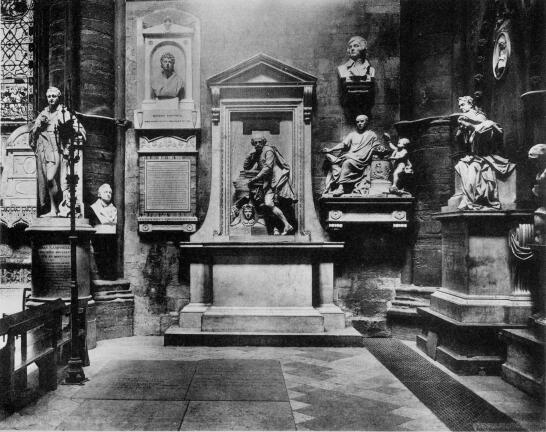
Poets' Corner

De Poets' Corner is een gedeelte van Westminster Abbey (Londen) waar vele dichters en (toneel)schrijvers zijn begraven of worden herdacht door middel van gedenktekens.
De eerste schrijver die hier begraven werd was de in 1400 overleden Geoffrey Chaucer. Overigens gebeurde dat niet vanwege zijn schrijverschap, maar vanwege zijn positie als bouwopzichter van het Palace of Westminster. Halverwege de 16e eeuw werd echter door Charles Brigham een groot praalgraf voor Chaucer ingericht. Dit, en het feit dat in 1599 de beroemde dichter Edmund Spenser in de omgeving ervan werd begraven, leidde tot het ontstaan van de traditie om schrijvers in dit gedeelte van de kerk bij te zetten. Behalve schrijvers liggen er echter ook enkele prelaten van de kerk begraven, evenals ene Thomas Parr, die naar verluidt 152 was geworden en tien koningen had meegemaakt.
Begrafenissen, of het aanbrengen van een gedenkteken, vonden niet altijd direct na het overlijden plaats. Lord Byron, overleden in 1824, kreeg pas in 1969 een gedenkteken. Hij werd bij zijn leven wel gezien als een groot dichter, maar vanwege zijn scandaleuze levensstijl achtte men hem hier geen plaats waardig. William Shakespeare, die begraven is in Stratford-upon-Avon kreeg hier pas een monument in 1740.

## Begraven in de Poets' Corner
- Robert Adam
- Robert Browning
- William Camden
- Thomas Campbell
- Geoffrey Chaucer
- William Congreve
- Abraham Cowley
- William Davenant
- Charles Dickens
- Adam Fox
- John Dryden
- David Garrick
- John Gay
- Georg Friedrich Händel
- Thomas Hardy (zijn hart staat in een mausoleum in Stinsford in het graafschap Dorset, met zijn eerste vrouw)
- Dr Samuel Johnson
- Rudyard Kipling
- Thomas Macaulay
- John Masefield
- Laurence Olivier
- Thomas Parr
- Matthew Prior
- Richard Sheridan
- Edmund Spenser
- Alfred Tennyson

## Mensen met een gedenkteken in de Poets' Corner
- Jane Austen
- John Betjeman
- William Blake
- Charlotte Brontë
- Anne Brontë
- Emily Brontë
- Fanny Burney
- Robert Burns
- Samuel Butler
- Lord Byron
- Charles Ludwig Dodgson (Lewis Carroll)
- Thomas Stearns Eliot
- Oliver Goldsmith
- Adam Lindsay Gordon
- Thomas Gray
- Robert Herrick
- Gerard Manley Hopkins
- Alfred Edward Housman
- Henry James
- John Keats
- Clive Staples Lewis
- Henry Wadsworth Longfellow
- Christopher Marlowe
- John Milton
- John Ruskin
- Walter Scott
- William Shakespeare
- Percy Bysshe Shelley
- William Makepeace Thackeray
- Anthony Trollope
- Oscar Wilde
- William Wordsworth